# Harry Jerome
Harry Winston Jerome (né le 30 septembre 1940 à Prince Albert - mort le 7 décembre 1982) est un athlète canadien spécialiste du 100 mètres.

## Biographie
Étudiant à l'Université d'Oregon, il se distingue le 15 juillet 1960 lors de la réunion de Saskatoon en égalant le record du monde du 100 mètres détenu par l'Allemand Armin Hary avec le temps de 10 s 0. En 1961, le Canadien établit une nouvelle meilleure marque mondiale sur 100 yards en 9 s 3, puis il s'améliore d'un centième de seconde ce record du monde dès l'année suivante. Sélectionné pour les Jeux olympiques d'été de 1964, à Tokyo, il remporte la médaille de bronze du 100 m, se classant derrière l'Américain Robert Hayes et le Cubain Enrique Figuerola avec le temps de 10 s 2. Aligné par ailleurs dans l'épreuve du 200 m, Harry Jerome échoue au pied du podium en 20 s 7.
En 1966, le Canadien monte sur la plus haute marche du podium du 100 yards lors des Jeux de l'Empire britannique et du Commonwealth disputés à Kingston, en Jamaïque, devançant avec le temps de 9 s 4 le Bahaméen Thomas Robinson. Peu après la compétition, il établit un nouveau record du monde du 100 yards en 9 s 1. En 1967, Harry Jerome s'adjuge le titre du 100 m des Jeux panaméricains de Winnipeg en 10 s 27 (vent supérieur à 2,0 m/s), et termine dès l'année suivante septième des Jeux olympiques de 1968. Il met un terme à sa carrière d'athlète durant la saison 1969. 
Harry Jerome meurt le 7 décembre 1982 d'une rupture d'anévrisme.

## Palmarès
| Date | Compétition          | Lieu     | Place | Épreuve |
| ---- | -------------------- | -------- | ----- | ------- |
| 1964 | Jeux olympiques      | Tokyo    | 3e    | 100 m   |
| 1964 | Jeux olympiques      | Tokyo    | 4e    | 200 m   |
| 1966 | Jeux du Commonwealth | Kingston | 1er   | 100 y   |
| 1967 | Jeux panaméricains   | Winnipeg | 1er   | 100 m   |
| 1968 | Jeux olympiques      | Mexico   | 7e    | 100 m   |

## Records
- Record du monde du 100 m (égalé) le 15 juillet 1960 à Saskatoon : 10 s 0.

## Honneurs
En 1970, Jérôme est nommé officier de l'Ordre du Canada. 
Les prix Harry Jerome honorant les membres des communautés noires au Canada portent son nom.
Il est le sujet du film documentaire de l'ONF Le Grand Jerome réalisé par Charles Officer (en).